# دیمیتری استراتان
دیمیتری استراتان (روسی: Дмитрий Иванович Стратан؛ زادهٔ ۲۴ ژانویهٔ ۱۹۷۵) ورزشکار واترپلو اهل روسیه است.
وی همچنین برندهٔ جوایزی همچون نشان دوستی شده‌است.
وی در مسابقات کشوری و بین‌المللی در مجموع برندهٔ ۱ مدال طلا، ۱ مدال نقره، ۳ مدال برنز شده‌است.

## حرفه
وی همچنین از بازیکنان واترپلو بازی‌های المپیک تابستانی ۱۹۹۶ تا ۲۰۰۴ بوده‌است.